# Ясит Чхун
Ясит Чхун (1957, Камбоджа) — камбоджийский политический активист, лидер антикоммунистической организации Бойцы за свободу Камбоджи. Организатор ряда нападений на правительственные силы и неудачной попытки переворота в Камбодже 24 ноября 2000 года. Приговорён к пожизненному заключению американским судом в Лос-Анджелесе.

## Эмигрант-антикоммунист
Отец Ясит Чхуна стал жертвой полпотовского геноцида. Ясит Чхун проникся антикоммунистическими убеждениями. Поэтому он не поддержал правительство НРПК, пришедшее к власти в результате вьетнамской интервенции и свержения режима Красных кхмеров. Особо негативное отношение вызывал тот факт, что практически все лидеры НРПК ранее принадлежали к «Красным кхмерам».
В 1982 году Ясит Чхун эмигрировал из Камбоджи в США. Поселился в калифорнийском Лонг-Биче, работал бухгалтером.

## Боевая организация. Атака в Пномпене
В 1988 году Ясит Чхун вернулся в Камбоджу. Вступил в либеральную Партию Сам Рейнси. Вышел из партии, поскольку убедился в неэффективности мирных методов политической борьбы против режима Хун Сена. Вернулся в Калифорнию.
В октябре 1998 года Ясит Чхун провёл на таиландско-камбоджийской границе в Пойпете тайное совещание радикальных оппозиционеров. Была учреждена подпольная антикоммунистическая организация Бойцы за свободу Камбоджи (БСК). Организация поставила целью вооружённое свержение правящего режима. БСК базировались в Таиланде и совершали оттуда рейды на камбоджийскую территорию.
К маю 2000 года Ясит Чхун собрал среди камбоджийской диаспоры в США 300 тысяч долларов пожертвований. На эти средства он снарядил экспедицию из 200 боевиков на круизном судне Queen Mary. Возглавили отряд Ясит Чхун и камбоджийский эмигрант Ричард Кири Ким. Боевики расположились на базе в труднодоступном приграничном районе таиландской территории.
24 ноября 2000 года около 70 повстанцев БСК, вооружённых автоматами и гранатомётами, атаковали в Пномпене здания правительства, министерства обороны и телецентра. Ожесточённый бой с правительственными силами длился около часа, погибли 8 человек. Акция была подавлена, около 200 человек во главе с Ричардом Кири Кимом арестованы. Ясит Чхун сумел бежать в Таиланд и оттуда назад в Лонг-Бич.

## Суд и приговор
22 июня 2001 года камбоджийский суд заочно приговорил Ясит Чхуна к пожизненному заключению по обвинению в терроризме и антиправительственном заговоре. Различные сроки заключения получили Ричард Кири Ким и другие арестованные боевики. Правительство Камбоджи объявило Ясит Чхуна в международный розыск. Интерпол выдал ордер на его арест.
Законодательство США запрещает частным лицам действия, направленные на свержение иностранных правительств. 17 апреля 2008 года суд Лос-Анджелеса признал Ясит Чхуна виновным. 22 июня 2010 года он был приговорён к пожизненному заключению. Власти Камбоджи приветствовали этот вердикт.